# 闵安琪
闵安琪（1957年1月14日—），华裔女作家，在二十七岁来到美国的时候，基本上不会说英语。而现在她已经成为一名成功的英语畅销书作家。她的作品中有很多经历奇特、性格鲜明的女性形象，比如说慈禧和江青等。她最為人知的作品是描述文革期間經歷的自傳《紅杜鵑》。她的最新作品《中国珍珠》又以中美两国读者都很熟悉的美国女作家赛珍珠为题，描写了上个世纪初巨变中的中国。

## 作品

### 回憶錄
- 《紅杜鵑（英语：Red Azalea）》 (Pantheon Books, 1994, ISBN 9780679423324; a New York Times Notable Book); Random House Digital, Inc., 2011, ISBN 9780307781024
- . Bloomsbury USA. May 7, 2013. ISBN 978-1-59691-698-2. - at Google Books

### 小說
- 《凱瑟琳（小說）（英语：Katherine (Anchee Min)）》 Hamish Hamilton, 1995, ISBN 978-0-241-13541-9
- 《成為毛夫人（英语：Becoming Madame Mao）》 (Boston, Mass.: Houghton Mifflin. ISBN 0-618-12700-3.). 江青.
- . Houghton Mifflin Harcourt. January 1, 2004  [June 8, 2013]. ISBN 978-0-547-34937-4.
- 《蘭貴人（英语：Empress Orchid）》 Bloomsbury Publishing Incorporated, 2004, ISBN 9780747566984
- 《末代皇后（英语：The Last Empress (novel)）》 (Bloomsbury Publishing Plc, 2007, ISBN 9780747578505). 慈禧.
- 《中國珍珠（英语：Pearl of China）》. Bloomsbury Publishing. April 9, 2010  [June 8, 2013]. ISBN 978-1-60819-151-2.)賽珍珠